# Agapophytus pallidicornis
Agapophytus pallidicornis es una especie de mosca del género Agapophytus, de la familia Therevidae, orden Diptera. Fue descrita por Kröber en 1912.
Es una mosca conocida por imitar a las avispas cazadoras de arañas. Se distribuye por Oceanía: Australia.